# José Ernesto Sosa
José Ernesto Sosa (sinh ngày 19 tháng 6 năm 1985) là một cầu thủ bóng đá chuyên nghiệp người Argentina, người đang chơi cho câu lạc bộ Atlético Madrid ở giải La Liga, từ một hợp đồng cho mượn bởi câu lạc bộ Metalist Kharkiv, anh đang thi đấu ở vị trí trung vệ. Sosa chơi bóng cho câu lạc bộ Estudiantes từ năm 2002 cho đến năm 2007. Anh rất được huấn huyện viên Carlos Bilardo ưa thích cùng với Marcelo Carrusca giúp anh bắt đầu thi đấu tại giải bóng đá Argentine. Ngày 24 tháng 3 năm 2007, anh được giới thiệu đến câu lạc bộ Bayern Munich, và Estudiantes nhận 6 triệu bảng để có anh trong kỳ chuyển nhượng theo hình thức cho mượn. Ngày 26 tháng 7 năm 2011, anh gia nhập câu lạc bộ Metalist Kharkiv của Uckraine. Sosa chơi cho đội tuyển U20 Argentine và tham dự giải vô địch U20 thế giới năm 2003. Huấn luyện viên Alfio Basile đã gọi anh vào đội tuyển quốc gia trong năm 2007. Sosa gọi đó là ngày Thứ ba không thể nào quên (trong cuộc đời mình). Nhưng sau đó anh không được gọi thi đấu tại World Cup 2010 dưới thời kỳ của Diego Maradona nhưng dưới thời kỳ của huấn luyện viên Alejandro Sabella, anh lại được gọi vào đội tuyển tham dự giải vô địch bóng đá thế giới năm 2014 tại Brasil.